# Dichrooscytus ruberellus
Dichrooscytus ruberellus är en insektsart som beskrevs av Knight 1968. Dichrooscytus ruberellus ingår i släktet Dichrooscytus och familjen ängsskinnbaggar. Inga underarter finns listade i Catalogue of Life.